# Сутлепа
Су́тлепа (ест. Sutlepa küla, швед. Sutlep) — село в Естонії, у волості Ляене-Ніґула повіту Ляенемаа.

## Населення
Чисельність населення на 31 грудня 2011 року становила 107 осіб.

## Географія
Село розташоване на відстані 13 км на північний схід від Пюрксі.
На захід від населеного пункту лежить озеро Сутлепа (Sutlepa meri).
Через село проходить автошлях 11230 (Гар'ю-Рісті — Ріґулді — Винткюла).

## Історія
З 1998 року для Сутлепа затверджена друга офіційна назва села шведською мовою — Sutlep.
До 21 жовтня 2017 року село входило до складу волості Ноароотсі.